# اسكودو برتغالي
الإسكودو البرتغالي (البرتغالية: escudo português،واضح [(i)ʃˈkudu puɾtuˈɣeʃ]) كانت العملة البرتغالية التي حلت محل الريال في 22 مايو 1911 وظلت قيد الاستخدام حتى تقديم اليورو في 1 يناير 2002. قُسم الإسكودو إلى 100 centavos. كلمة escudo تعني حرفيًا الدرع؛ مثل العملات المعدنية الأخرى التي تحمل أسماء مشابهة، فهي تصور شعار النبالة للدولة.
كُتبت المبالغ في مستندات الاسكودو على أنها escudos$ centavos مع cifrão كفاصل عشري (على سبيل المثال: 25.00$ يعني 25.00 إسكودو، 100$50 يعني 100.50 إسكودو). بسبب معدل التحويل 1000 réis =$، استخدم ثلاثة منازل عشرية في البداية (1$ =1000$).

### تاريخ
استبدلت العملة بالإسكودو في عام 1911 بالريال البرتغالي ‏ (الجمع: réis) و milréis بقيمة 1000 réis. يعادل milréis 2.0539 غرامًا من الذهب الخالص من عام 1688 إلى عام 1800، و1.62585 غرامًا من عام 1854 إلى عام 1891. اسكودو ذهبي بقيمة 1.6 milréis (أو 1.600$؛ لا ينبغي الخلط بينها وبين عملة القرن العشرين) صدرت من عام 1722 إلى عام 1800 في فئات 1⁄2 ، 1، 2، 4 و 8 اسكودو.
قُدم الإسكودو (الذهب) مرة أخرى في 22 مايو 1911، بعد الثورة الجمهورية عام 1910، ليحل محل الريال بمعدل 1000 réis. إلى 1 اسكودو. مصطلح mil réis (ألف réis) ظلت مرادفة عامية لكلمة اسكودو حتى تسعينيات القرن العشرين. مليون réis كان يسمى واحد conto de réis، أو ببساطة conto واحد. انتقل هذا التعبير إلى الإسكودو، أي ألف إسكودو.
حُددت قيمة الإسكودو في البداية عند 675$ = 1 كيلو غرام من الذهب. بعد عام 1914، انخفضت قيمة الإسكودو، وثبتت في عام 1928 عند 108.25$ إلى 1 الجنيه الاسترليني. عدل هذا إلى 110$ إلى 1 جنيه إسترليني في عام 1931. سعر جديد 27.50$ أُسس سعر صرف الإسكودو مقابل الدولار الأمريكي في عام 1940، وغُير إلى 25$ في عام 1940 و 28.75$ في عام 1949.
خلال الحرب العالمية الثانية، كانت ألمانيا النازية تسعى جاهدة للحصول على الإسكودو، من خلال البنوك السويسرية، كعملة أجنبية لإجراء عمليات الشراء إلى البرتغال وغيرها من الدول المحايدة.
أدى التضخم طوال القرن العشرين إلى جعل السنتافو عديم القيمة بشكل أساسي بحلول نهايته، مع ظهور عملات معدنية ذات قيمة كسرية بقيم مثل 50 سنتافو و21⁄2$ سُحب من التداول في نهاية المطاف في التسعينيات. مع دخول البرتغال إلى منطقة اليورو، حُدد سعر التحويل إلى اليورو عند 200.482$ = 1 يورو.

### الاستخدام الإقليمي
استخدم الإسكودو في البر الرئيسي للبرتغال، جزر الأزور، وماديرا، دون التمييز بين العملات المعدنية أو الأوراق النقدية. في المستعمرات البرتغالية في أفريقيا، كان الإسكودو مستخدمًا بشكل عام حتى الاستقلال، في شكل Banco Nacional Ultramarino Banco de Angola الأوراق النقدية (بدلاً من تلك التي يصدرها بنك البرتغال والمستخدمة في البرتغال نفسها)، مع تداول العملات البرتغالية وفي بعض الحالات العملات المحلية إلى جانب:
- الإسكودو الأنغولي
- إسكودو الرأس الأخضر
- الإسكودو الموزمبيقي  [لغات أخرى]‏
- الإسكودو الغيني البرتغالي  [لغات أخرى]‏
- اسكودو ساو تومي وبرينسيبي

ومن بين الدول المذكورة أعلاه، فإن الرأس الأخضر فقط هو الذي يواصل استخدام الإسكودو.
في ماكاو، كانت العملة خلال الفترة الاستعمارية، كما هي اليوم، هي الباتاكا الماكاوية.
اعتمدت تيمور الشرقية الإسكودو التيموري البرتغالي عندما كانت لا تزال مستعمرة برتغالية، بعد أن استخدمت في وقت سابق الباتاكا التيمورية البرتغالية.
اعتمدت الهند البرتغالية الإسكودو الهندي البرتغالي ‏ لفترة وجيزة بين عامي 1958 و1961 قبل أن تصبح جوًا جزءًا من الهند؛ وقبل ذلك، كانت تستخدم الروبية الهندية البرتغالية ‏.

### عملات معدنية

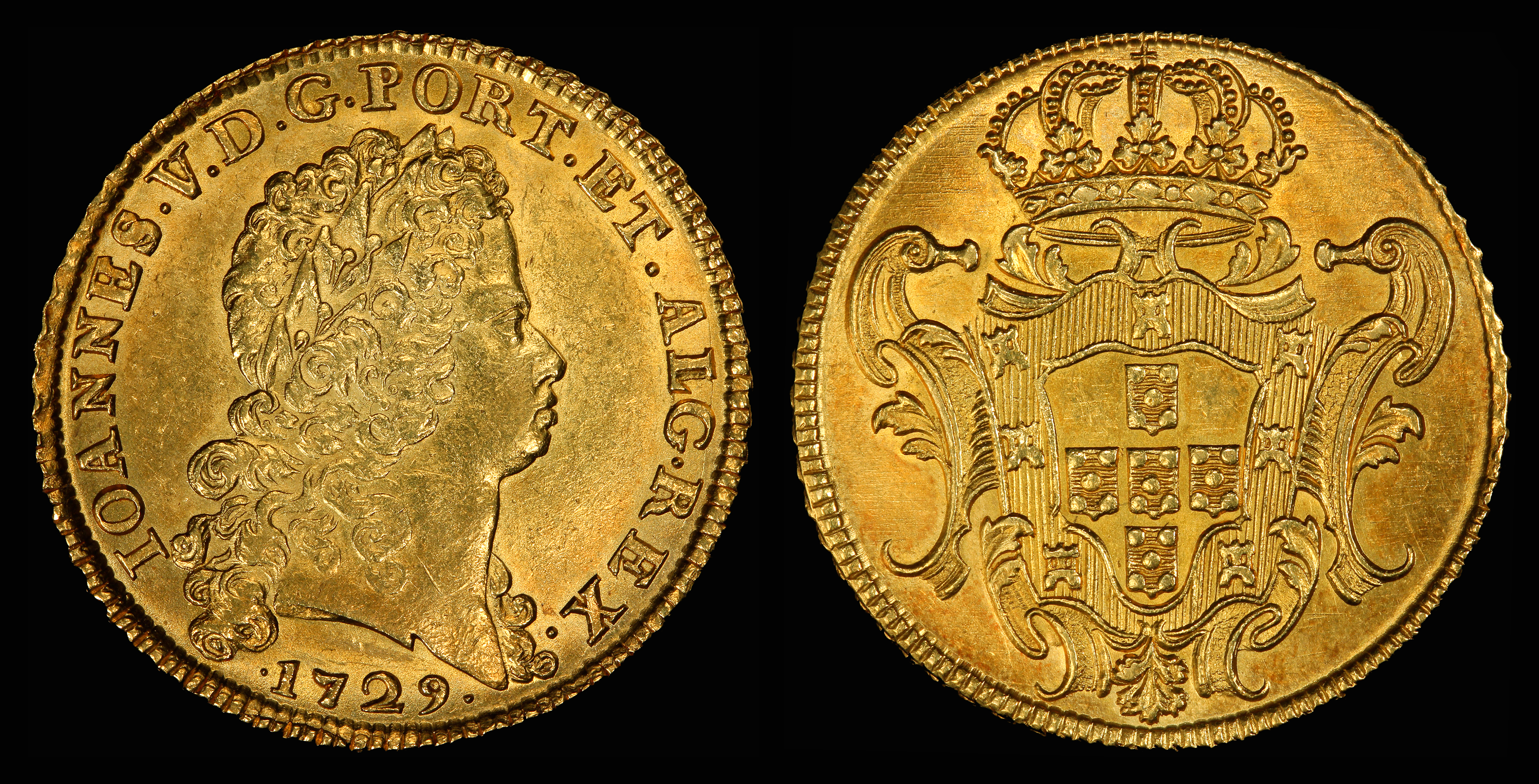
برتغالية 8 اسكودو ذهبية (1729)

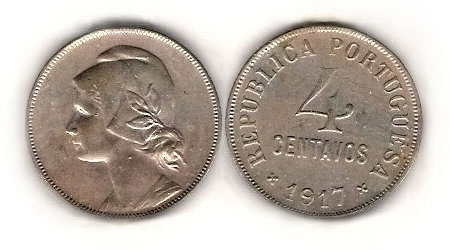
4 سنتافو برتغالية، 1917

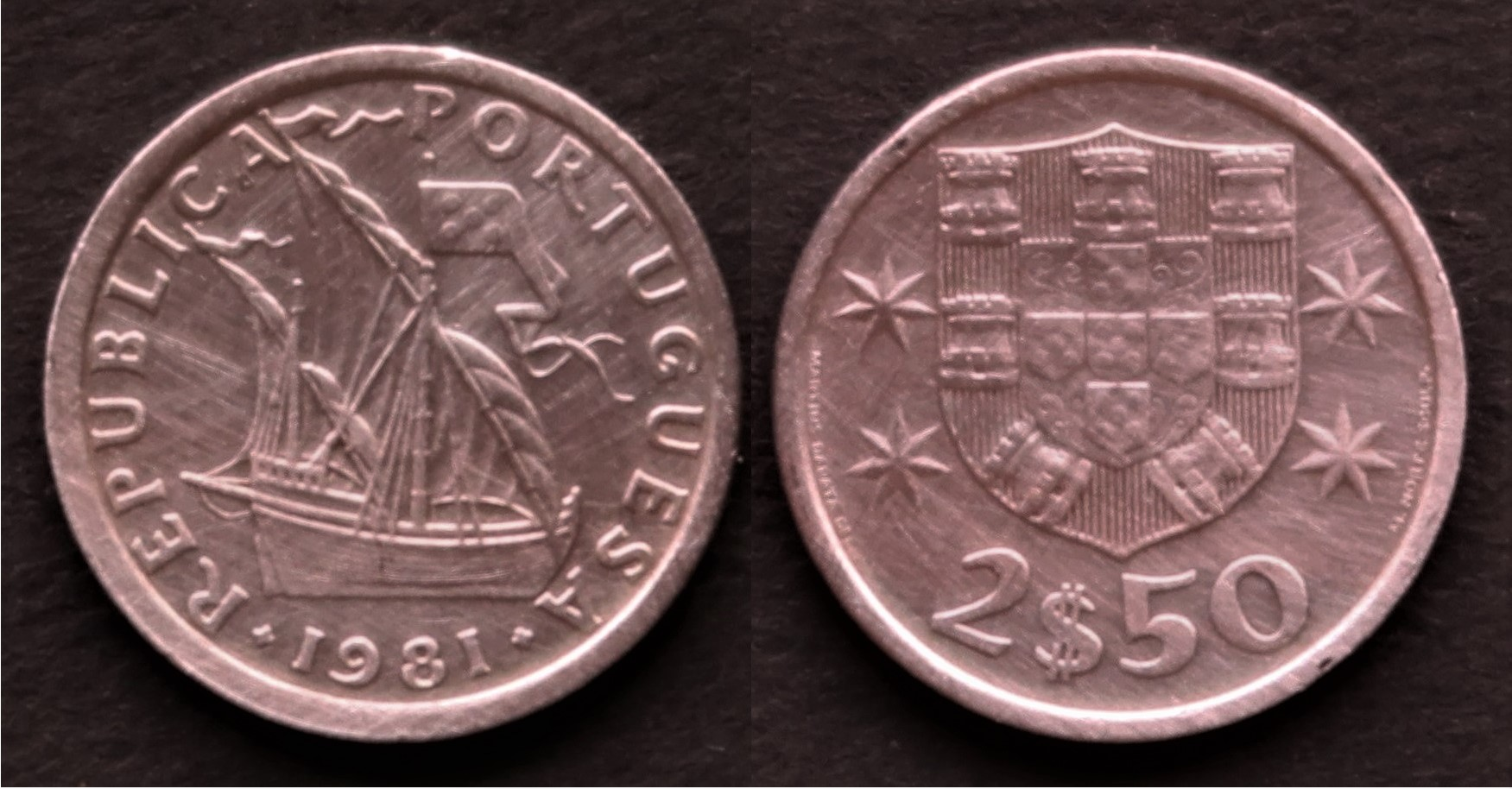
2.50 إسكودو، 1981

فترة سك العملات المعدنية لمختلف فئات الإسكودو الذهبي (بقيمة 1.6 milréis أو 1.600$) قُدمت في عام 1722 كانت مختلفة: 1⁄2 إسكودو حتى عام 1821، 2 إسكودو حتى عام 1789، و4 إسكودو حتى عام 1799. سكت العملة المعدنية ذات الثمانية إسكودو فقط بين عامي 1722 و1730.
بين عامي 1912 و1916، كانت العملات الفضية من فئة 10، 20، و50 سنتافو و1$ صدرت العملات المعدنية. صدرت عملات برونزية بقيمة 1 و2 سنتافو وعملات نحاسية من النيكل بقيمة 4 سنتافو بين عامي 1917 و1922.
في عام 1920، قُدمت عملات برونزية بقيمة 5 سنتافو وعملات من النيكل والنحاس بقيمة 10 و20 سنتافو، تبعتها في عام 1924 عملات برونزية بقيمة 10 و20 سنتافو وعملات برونزية من الألومنيوم بقيمة 50 سنتافو و1$ عملات معدنية. استبدل البرونز الألومنيوم بالنيكل النحاسي في عام 1927.
في عام 1932، قُدمت العملات الفضية لـ 21⁄2$ ، 5$ و 10$. ال 21⁄2$ و 5$ سُكت حتى عام 1951، مع 10$ سُكت حتى عام 1955 بمحتوى منخفض من الفضة. في عام 1963، قُدمت عملات باستخدام النحاس والنيكل 21⁄2$ و 5$، تليها الألومنيوم 10، البرونز 20 و 50 سنتافو و 1$ في عام 1969. النحاس والنيكل 10$ و 25$ قُدما في عامي 1971 و1977 على التوالي. في عام 1986، طرحت عملة جديدة وتداولت حتى استبدالها باليورو. تتكون من النيكل والنحاس 1$، 5$ و 10$، النحاس والنيكل 20$ و 50$، مع ثنائي المعدن 100$ و 200$ قُدم في عامي 1989 و1991.
العملات المعدنية المتداولة في وقت التحول إلى اليورو هي:
- 1 $(0.50 سنت)
- 5 $(2.49 سنتًا)
- 10 $(4.99 سنتًا)
- 20 $(9.98 سنتًا)
- 50 $(24.94 سنتًا)
- 100 $(49.88 سنتًا)
- 200 $(99.76 سنتًا)

توقفت إمكانية استبدال العملات المعدنية باليورو في 31 ديسمبر 2002.
| السلسلة الأخيرة (1986–1991) | السلسلة الأخيرة (1986–1991) | السلسلة الأخيرة (1986–1991) | السلسلة الأخيرة (1986–1991) | السلسلة الأخيرة (1986–1991) | السلسلة الأخيرة (1986–1991) | السلسلة الأخيرة (1986–1991)       | السلسلة الأخيرة (1986–1991)                                   | السلسلة الأخيرة (1986–1991) | السلسلة الأخيرة (1986–1991) | السلسلة الأخيرة (1986–1991) |
| الصورة                      | القيمة                      | المواصفات الفنية            | المواصفات الفنية            | المواصفات الفنية            | المواصفات الفنية            | الوصف                             | الوصف                                                         | الوصف                       | سنة الإصدار                 |                             |
| الصورة                      | القيمة                      | القطر (مم)                  | الكتلة (غم)                 | التركيب المعدني             | التركيب المعدني             | الحافة                            | الوجه الأمامي                                                 | الوجه الخلفي                | سنة الإصدار                 |                             |
| --------------------------- | --------------------------- | --------------------------- | --------------------------- | --------------------------- | --------------------------- | --------------------------------- | ------------------------------------------------------------- | --------------------------- | --------------------------- | --------------------------- |
|                             | 1 $                         | 16.00                       | 1.70                        |                             | نيكل-برونز                  | محزز                              | شعار البرتغال؛ عقدة؛ سنة الإصدار؛ النقش: República Portuguesa | زخارف فليغري؛ القيمة        | 1986–2001                   |                             |
|                             | 5 $                         | 21.00                       | 5.30                        |                             | نيكل-برونز                  | محزز                              | شعار البرتغال؛ عقدة؛ سنة الإصدار؛ النقش: República Portuguesa | زخارف فليغري؛ القيمة        | 1986–2001                   |                             |
|                             | 10 $                        | 23.50                       | 7.40                        |                             | نيكل-برونز                  | محزز                              | شعار البرتغال؛ عقدة؛ سنة الإصدار؛ النقش: República Portuguesa | زخارف فليغري؛ القيمة        | 1986–2001                   |                             |
|                             | 20 $                        | 26.50                       | 6.90                        |                             | نحاس-نيكل                   | محزز                              | بوصلة ملاحية؛ صليب وسام المسيح                                |                             | 1986–2001                   |                             |
|                             | 50 $                        | 31.00                       | 9.40                        | سفينة بثلاثة صواري          | نحاس-نيكل                   | محزز                              |                                                               |                             | 1986–2001                   |                             |
|                             | 100 $                       | 25.50                       | 8.30                        | الغلاف: نحاس-نيكل           | حافة محززة متقطعة           | بيدرو نونيس؛ نجوم؛ النقش: EUROPA  | 1989–2001                                                     |                             |                             |                             |
|                             | 100 $                       | 25.50                       | 8.30                        | المركز: ألمنيوم-برونز       | حافة محززة متقطعة           | بيدرو نونيس؛ نجوم؛ النقش: EUROPA  | 1989–2001                                                     |                             |                             |                             |
|                             | 200 $                       | 28.00                       | 9.80                        | الغلاف: ألمنيوم-برونز       | حافة محززة متقطعة           | غارسيا دي أورتا؛ أمواج؛ سنابل قمح | 1991–2001                                                     |                             |                             |                             |
|                             | 200 $                       | 28.00                       | 9.80                        | المركز: نحاس-نيكل           | حافة محززة متقطعة           | غارسيا دي أورتا؛ أمواج؛ سنابل قمح | 1991–2001                                                     |                             |                             |                             |

اسم آخر لعملة الخمسين سنتافو هو coroa (تاج). بعد فترة طويلة من اختفاء عملات الخمسين سنتافو، لا يزال الناس يطلقون عليها 21⁄2$ عملات معدنية من فئة cinco coroas ("خمسة تيجان").
لا يزال الناس يشيرون إلى الإسكودو في وقت التحول بمضاعفات العملة real القديمة (الجمع réis). كثير من الناس أطلقوا عليه 21⁄2$ عملات معدنية dois e quinhentos (مائتان وخمسمائة)، في إشارة إلى المراسلات 21⁄2 $= 2500 réis. Tostão (الجمع tostões ) هو مضاعف آخر للعدد real، مع 1 tostão = 100 réis.

### الأوراق النقدية
Casa da Moeda أصدرت أوراقًا نقدية بقيمة 5، 10، و20 سنتافو بين عامي 1917 و1925، بينما أصدر بنك البرتغال 5، 10، و20 سنتافو بين عامي 1913 و1922. قُدمت أوراق نقدية بقيمة 50 سنتافو، 1 $، 21⁄2$، 5$، 10$، 20$، 50$، 100$، 500$ و1000$. 50 سنتافو و 1$ توقفت الأوراق النقدية عن الإنتاج في عام 1920، وتبع ذلك 21⁄2$، 5$ و10$ في عامي 1925 و1926. 5000$ قُدمت الأوراق النقدية في عام 1942.

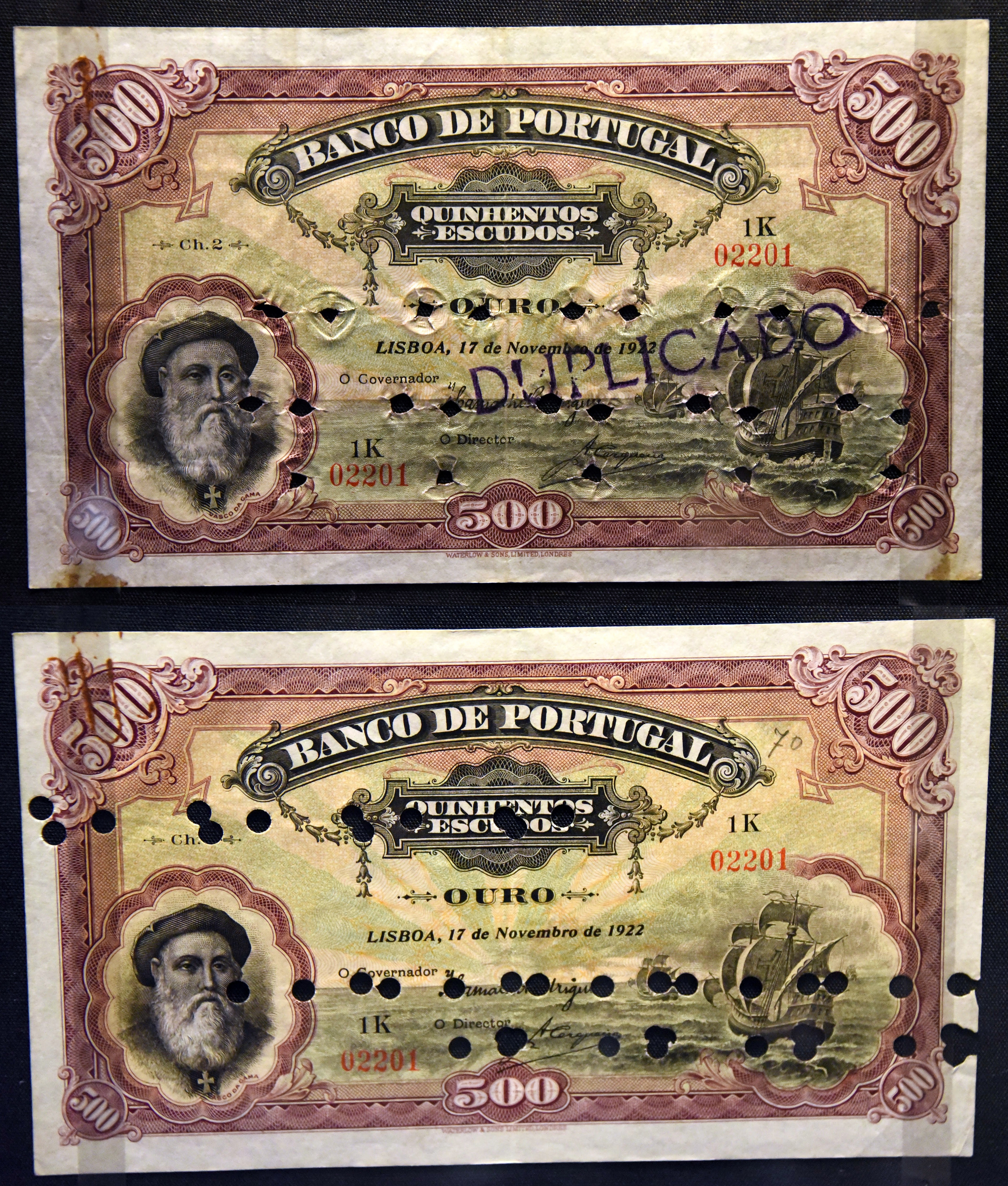
500 مزيفةورقة نقدية (أعلى) وورقة نقدية أصلية (أسفل) من بنك البرتغال. يحمل كلاهما نفس الرقم التسلسلي 1K 02201، 1922. معروض في المتحف البريطاني في لندن

آخر 20$ و50$ طبعت الأوراق النقدية بتاريخ 1978 و1980 على التوالي، مع 100$ استبدلت الأوراق النقدية بالعملات المعدنية في عام 1989، وهو نفس العام الذي تم فيه استبدال فئة 10000$ قُدمت المذكرة.
الأوراق النقدية المتداولة وقت التحول إلى اليورو هي:
- 500 $(2.49 يورو)
- 1000 $(4.99 يورو)
- 2000 $(9.98 يورو)
- 5000 $(24.94 يورو)
- 10,000 $(49.88 يورو)

يمكن إعادة السلسلة الأخيرة من الأوراق النقدية للإسكودو إلى البنك المركزي بنك البرتغال وتحويلها إلى اليورو حتى 28 فبراير 2022.
احتفلت الأوراق النقدية الإسكودو بشخصيات بارزة من تاريخ البرتغال. ظهرت سلسلة الأوراق النقدية النهائية في عصر الاكتشاف، مع جواو دي باروس، بيدرو ألفاريز كابرال بارتولوميو دياز فاسكو دا غاما وهنري الملاح.
| سلسلة الاكتشافات البرتغالية (1995–2002) المصمم: لويس فيليبي دي أبرو | سلسلة الاكتشافات البرتغالية (1995–2002) المصمم: لويس فيليبي دي أبرو | سلسلة الاكتشافات البرتغالية (1995–2002) المصمم: لويس فيليبي دي أبرو | سلسلة الاكتشافات البرتغالية (1995–2002) المصمم: لويس فيليبي دي أبرو | سلسلة الاكتشافات البرتغالية (1995–2002) المصمم: لويس فيليبي دي أبرو | سلسلة الاكتشافات البرتغالية (1995–2002) المصمم: لويس فيليبي دي أبرو | سلسلة الاكتشافات البرتغالية (1995–2002) المصمم: لويس فيليبي دي أبرو | سلسلة الاكتشافات البرتغالية (1995–2002) المصمم: لويس فيليبي دي أبرو | سلسلة الاكتشافات البرتغالية (1995–2002) المصمم: لويس فيليبي دي أبرو | سلسلة الاكتشافات البرتغالية (1995–2002) المصمم: لويس فيليبي دي أبرو | سلسلة الاكتشافات البرتغالية (1995–2002) المصمم: لويس فيليبي دي أبرو |
| الصورة                                                              | القيمة                                                              | ما يعادلها باليورو                                                  | الأبعاد (مم)                                                        | اللون الرئيسي                                                       | اللون الرئيسي                                                       | الوصف                                                               | الوصف                                                               | أُصدرت في السنوات                                                    | توقفت                                                               |                                                                     |
| الصورة                                                              | القيمة                                                              | ما يعادلها باليورو                                                  | الأبعاد (مم)                                                        | اللون الرئيسي                                                       | اللون الرئيسي                                                       | الوجه الأمامي                                                       | الوجه الخلفي                                                        | أُصدرت في السنوات                                                    | توقفت                                                               |                                                                     |
| ------------------------------------------------------------------- | ------------------------------------------------------------------- | ------------------------------------------------------------------- | ------------------------------------------------------------------- | ------------------------------------------------------------------- | ------------------------------------------------------------------- | ------------------------------------------------------------------- | ------------------------------------------------------------------- | ------------------------------------------------------------------- | ------------------------------------------------------------------- | ------------------------------------------------------------------- |
|                                                                     | 500 $                                                               | €2.49                                                               | 125 × 68                                                            |                                                                     | أحمر                                                                | خواو دي باروش                                                       | تاجر وعالم؛ مخطوطة كازاناتنس                                        | 1997، 2000                                                          | 2022                                                                |                                                                     |
|                                                                     | 1000 $                                                              | €4.99                                                               | 132 × 68                                                            |                                                                     | أرجواني                                                             | بيدرو ألفاريش كابرال                                                | سفينة كابرال (كتاب ليسوارتي دي أبرو)؛ نباتات وحيوانات من البرازيل   | 1996، 1997، 2000                                                    | 2022                                                                |                                                                     |
|                                                                     | 2000 $                                                              | €9.98                                                               | 139 × 68                                                            |                                                                     | أزرق                                                                | بارتولوميو دياز                                                     | كرافيل؛ خريطة من رسم هنريكوس مارتيلوس الألماني                      | 1995، 1996، 1997، 2000                                              | 2022                                                                |                                                                     |
|                                                                     | 5000 $                                                              | €24.94                                                              | 146 × 75                                                            |                                                                     | أخضر                                                                | فاسكو دا غاما                                                       | سفينة شراعية؛ نسيج يصور وصول فاسكو دا غاما                          | 1995، 1996، 1997، 1998                                              | 2022                                                                |                                                                     |
|                                                                     | 10000 $                                                             | €49.88                                                              | 153 × 75                                                            |                                                                     | خمري                                                                | هنري الملاح                                                         | كرافيل؛ غلاف وقائع أعمال غينيا                                      | 1996، 1997، 1998                                                    | 2022                                                                |                                                                     |

#### التعبيرات العامية
كونتو (بالبرتغالية: Conto) كان وحدة غير رسمية مستخدمة لتمثيل مضاعفات الإسكودو. 1 كونتو للدلالة على 1,000$، و2 كونتوس تعني 2,000 $، وهكذا. يعود أصل التعبير إلى كونتو دي ريس الذي يعني "مليون ريس"، حيث كانت وحدة الـ (réis) هي العملة المستخدمة في البرتغال قبل الإسكودو. نظرًا لأن 1 إسكودو كان يعادل 1,000 ريس، فإن كونتو واحد كان يساوي 1,000 إسكودو. ظل التعبير مستخدمًا حتى بعد إدخال عملة اليورو، وإن كان بشكل أقل شيوعًا، حيث يُستخدم أحيانًا للإشارة إلى 5 يورو، والتي كانت تقارب قيمة 1,000$ سابقًا.
paus مؤقتًا من حين لآخر ، والتي تعني حرفيًا "العصي"، كانت تستخدم أيضًا للإشارة إلى الإسكودو (" Tens mil paus?"- 'هل لديك 1000 إسكودو/عصا؟'). أثناء التحول من الإسكودو إلى اليورو، أطلق البرتغاليون نكتة مفادها أنهم فقدوا ثلاث عملات: escudo، conto، pau.

### ملحوظات
1. 1999 بموجب القانون، 2002 بحكم الواقع.